# مسيرات هونغ كونغ في الأول من يوليو
احتجاجات هونغ كونغ في الأول من يوليو عبارة عن مسيرة احتجاجية سنوية نظمتها في الأصل الجبهة المدنية لحقوق الإنسان منذ يوم التسليم في عام 1997 في يوم تأسيس منطقة هونغ كونغ الإدارية الخاصة. ومع ذلك، لم تلفت المسيرة انتباه الجمهور إلى حد كبير حتى عام 2003 من خلال معارضة تشريع المادة 23 من القانون الأساسي. كان احتجاج عام 2003، الذي شارك فيه 500 ألف متظاهر، ثاني أكبر احتجاج تشهده هونغ كونغ منذ تسليمها عام 1997.
قبل ذلك، كانت الاحتجاجات المؤيدة للديمقراطية في 21 مايو 1989 فقط هي التي اجتذبت المزيد من الأشخاص، فقد بلغ عدد المتظاهرين 1.5 مليون في هونغ كونغ متعاطفين مع المشاركين في احتجاجات ميدان تيانانمن عام 1989. وضِع اعتماد تشريع المادة 23 جانبًا بسبب الاحتجاجات. منذ ذلك الحين، نُظمت مسيرات الأول من يوليو كل عام للمطالبة بالديمقراطية، والاقتراع العمومي، وحقوق الأقليات، وحماية حرية التعبير، ومجموعة متنوعة من الاهتمامات السياسية الأخرى.
في عام 2019، حطم الاحتجاج على مشروع قانون مناهضة تسليم المجرمين في 16 يونيو الرقم القياسي لأكبر احتجاج في هونغ كونغ مع ما يقرب من 2 مليون متظاهر. كانت مسيرة 1 يوليو من العام نفسه بمشاركة 550 ألف متظاهر، أكبر مسيرة في 1 يوليو.
في عام 2020، على الرغم من حظر الشرطة بسبب قيود التجمع خلال جائحة كورونا، والوضع القانوني المتغير بشكل كبير بسبب قانون الأمن الوطني الذي دخل حيز التنفيذ في الليلة السابقة فقط، فقد نُظمت مسيرات مع ما مجموعه عشرات الآلاف من المشاركين في عدة أجزاء من المدينة. اعتقلت الشرطة أكثر من 370 شخصًا، من بينهم عشرة على الأقل بتهمة انتهاكات مزعومة للقانون الجديد.

## 1997-2002
بعد تسليم السلطة في عام 1997 حتى عام 2002، نظم تحالف هونغ كونغ لدعم الحركات الديمقراطية الوطنية في الصين مسيرات سنوية. بحلول نهاية عام 2002، أثار التشريع المقترح لمكافحة التخريب، كما هو مطلوب بموجب المادة 23 من القانون الأساسي، الوثيقة الدستورية للإقليم، جدلًا ومعارضة ساخنة. كان الجمهور قلقًا من أن تتأثر الحقوق المدنية والحريات سلبًا. شكلت المنظمات المدنية الشعبية والسياسيين المؤيدين للديمقراطية الجبهة المدنية لحقوق الإنسان. نُظمت مسيرة في 15 ديسمبر 2002 من فيكتوريا بارك إلى مكاتب الحكومة المركزية، بحضور 65,000 شخص.
حاولت الحكومة تمرير المادة 23 في المجلس التشريعي، وطرحت موعدًا للتصويت في 9 يوليو 2003. استمر النقاش لعدة أشهر، مع رفض حكومة هونغ كونغ تقديم أي تنازلات. أدى مشروع القانون في النهاية إلى سلسلة من مسيرات 1 يوليو.

## 2003

### تحفيز
كان الموضوع الرئيسي لمسيرة عام 2003 هو معارضة المادة 23 من قانون هونغ كونغ الأساسي المناهض للتخريب. أدى الخوف من فقدان حرية التعبير إلى جانب الحريات الأخرى، فضلًا عن الاستياء العام من حكومة هونغ كونغ، إلى احتجاج جماهيري شارك فيه مئات الآلاف من الأشخاص في 1 يوليو 2003. حاولت الحكومة تمرير المادة 23 في المجلس التشريعي، وطرحت موعدًا للتصويت في 9 يوليو 2003. استمر النقاش لعدة أشهر، مع رفض حكومة هونغ كونغ تقديم أي تنازلات. شملت القضايا الأخرى عددًا من الأخطاء الفادحة من قبل إدارة تونغ تشو هوا ما زاد من إحباط الناس، بما في ذلك فضيحة «ليكزس غيت» التي تورط فيها الوزير المالي أنتوني ليان وتعامل الحكومة غير الكفء مع أزمة السارس الصحية، كل ذلك على خلفية الوضع الاقتصادي.

### تشكيل
أراد المخططون في الأصل جميع ملاعب كرة القدم الأربعة في فيكتوريا بارك، ولكن جميع الملاعب حُجزت لمهرجان ومعرض مؤيد لبكين. توقع المنظمون في البداية أن يشارك 20 ألف متظاهر فقط. تراوح العدد الفعلي من 350,000 (بحسب الشرطة) إلى 700,000 (بحسب المتظاهرين) وحتى 1,000,000 (نقلًا عن وكالة مؤيدة للفالون غونغ). الرقم المقبول عمومًا هو 500,000، أي أقل بقليل من عُشر عدد السكان في ذلك الوقت. نظمت بعض الكنائس المسيحية بقيادة القس تشو يو مينغ من الكنيسة المعمدانية والروم الكاثوليك بقيادة الأسقف جوزيف زن تجمعًا للصلاة في فيكتوريا بارك قبل المسيرة التي حضرها نحو 40 ألف شخص. نُظمت أيضًا الجبهة المدنية لحقوق الإنسان. شارك أعضاء من فالون غونغ في الاحتجاج، لكن المنظمين طلبوا منهم المسيرة في نهاية التجمع. كان من المقرر أصلًا أن تبدأ المسيرة في الساعة 2:30 بعد الظهر في ملعب كرة القدم في فيكتوريا بارك، لتصل إلى مبنى المقر الحكومي. امتد طريقهم من ملعب فيكتوريا بارك لكرة القدم عبر خليج كوزواي والمقاطعة المركزية إلى المكاتب المركزية للحكومة. لكن الأعداد الكبيرة دلت على أن المسيرة تأخرت انطلاقتها حتى الساعة 10 مساءً.

### تداعيات
بعد احتجاج نصف مليون شخص ضد القانون، استقال جيمس تيان من المجلس التنفيذي للتصويت ضد مقترحات التشريع على النحو المطلوب بموجب المادة 23 من قانون هونغ كونغ الأساسي. ثم تراجعت الحكومة عن الاقتراح لأنه افتقر إلى الأصوات اللازمة لتمرير التشريع بعد خسارة دعم الحزب الليبرالي الذي ينتمي إليه تيان. بعد ذلك، استقالت ريجينا إيب وأنتوني ليان، معللين ذلك «بأسباب شخصية».

### 2004
كان الموضوع الرئيسي لمسيرة 1 يوليو 2004 هو «الكفاح من أجل حق الاقتراع العام في عامي 2007 و2008 للرئيس التنفيذي والمجلس التشريعي على التوالي». حاولت اللجنة الدائمة للمجلس الشعبي الوطني تعديل القانون الأساسي في 6 أبريل 2004 لمنع إجراء انتخابات مباشرة للرئيس التنفيذي في عام 2007 والمجلس التشريعي في عام 2008. كان هناك الكثير من الانتقادات لشعار احتجاج عام 2004 من قبل بعض البيروقراطيين في بكين والأحزاب السياسية المؤيدة لبكين. وكانت عبارة «إعادة السلطة إلى الشعب» تحريضية بشكل خاص، لأنها تعني ضمنًا أن السلطة قد انتزِعت من الشعب، وفقًا للأحزاب المؤيدة لبكين. لقد فكر بعض القادة السياسيين المؤيدين للديمقراطية مثل لاو تشين شيك في تغيير العبارة، لكن الكثيرين انتقدوا هذه الخطوة لأنه كان يُنظر إليها على أنها إرضاء لبكين. احتفظ المنظمون بهذه العبارة.
كان اللون الأبيض هو الزي الرسمي لهذا اليوم الذي يمثل الرغبة في الاقتراع العام. من ناحية أخرى، ضغطت الجماعات الموالية للحكومة على الجمهور لارتداء اللون الأحمر (اللون التقليدي في المناسبات الاحتفالية في الثقافة الصينية) للمشاركة في احتجاج مضاد كانوا ينظمونه. على الرغم من الحرارة العالية، كان الإقبال مرتفعًا للغاية. ناقشت مصادر عديدة حجم الإقبال الفعلي. قدرت الجبهة المدنية لحقوق الإنسان، المُنظِمة، أن 530 ألف شخص شاركوا في المظاهرة، وهو ما يتجاوز عدد العام السابق، بينما حددت الشرطة الرقم عند 200 ألف. شكك الكثيرون في هذه الأرقام، قائلين إن العدد لا يمكن أن يكون أكثر من 200 ألف. أشار الدكتور ييب، كبير المحاضرين في قسم الإحصاء والعلوم الأكتوارية بجامعة هونغ كونغ، أن الحد الأقصى لعدد المشاركين يمكن أن يكون نحو 192,000 فقط. القبول العام هو أن حجم الحشد كان أصغر من حشد عام 2003.